# Howard Georgi
Pour les articles homonymes, voir Georgi.
Howard Mason Georgi III, né le 6 janvier 1947 à San Bernardino en Californie, est un professeur de physique à Harvard. Il est connu pour ses travaux précurseurs sur la grande unification et la théorie du tout avec Sheldon Glashow.
En 1995, il remporte le prix Sakurai décerné par la Société américaine de physique.